# Planificare economică
Planificarea centralizată permite organizarea la scară națională a economiei contrar sistemului capitalist care produce organizarea la scară internă, dar produce anarhie a sistemului economic în ansamblu.

## Planificarea economică are în vedere diferite sectoare ale economiei naționale
Planificarea se concentrează asupra reglementăriii activităților economice în ceea ce privește:

1. producția -nivelul total al producției și distribuirea pe diferite sectoare economice și schema de producție referitoare la bunurile a căror producție este prioritară
2. utilizarea -distribuția materialelor ,a bunurilor finite pentru diferite sfere de folosință ,se impun cote diferite pentru inputuri, balanțe pentru alocarea resurselor prioritare;echilibrarea balanței devine criteriu principal în evaluarea fiecărui plan;
3. munca -se stabilește cota de forță de muncă și nivelul de salarizare distribuit pe diferite sfere ale activității economice;
4. investiții -se stabilesc cote diferite de investiții pentru utilizarea capacității de construcție și pentru importul de bunuri,se realizează proiecte de investiții prioritare;
5. norme ale dezvoltării tehnice -noi tehnologii , sfera în care se utilizează, ce tip de produse trebuie fabricate;
6. comerț internațional și relații economice internaționale -se studiază cotele de import pentru echilibrarea balanței și ținte de export
7. probleme financiare - principalele intrări la buget, decizii asupra politicii prețurilor.

Toate aceste reglementări se fac de către mecanismele de coordonare ale sistemului socialist referindu-ne aici la controlul birocratic direct asupra economiei.

## Rolul planificatorilor în economie
Vorbind despre planificatorii economiei, teoreticienii au fost tentați să aleagă între a da planificatorilor puterea totală sau nici un fel de putere. Nicio analiză a economiei planificate centralizat nu poate omite rolul planificatorului. Dacă planificatorul este capabil sa controleze toate agregatele economice , nici un dezechilibru macroeconomic nu ar avea loc.Cu toate acestea un motiv pentru instabilitate în fluxurile fizice apare din incompetența din partea planificatorilor , procesul de planificare fiind de obicei constrâns de timp și facilități computaționale inadecvate

## Disciplina monetară în economiile planificate
Planificatorii și cei care fac politicile au exploatat inflația ca o cale de a fonda acumularea primitivă de capital de-a lungul perioadei industrializării socialiste.

Fenomenul inflației s-a manifestat în toate formele sale.De exemplu inflația ridicată apare atunci când un produs este înlocuit de un altul care prezină doar noțional diferite caracteristici dar are un preț mai ridicat care nu este capturat în măsurarea inflației.

O inflație scăzută există atunci când dezechilibrul nu este reflectat de ajustarea prețurilor , aceasta forțând consumatorii la economii involuntare.

Dezechilibrul a existat în mod real în cadrul piețelor bazate pe economii planificate centralizat, pe o lungă periodă de timp.
Persistența acestor dezechilibre și consecințele lor este datorată politicilor existente în economiile planificate.

Se sugerează astfel doua posibilități:fie mecanismul de feedback pentru a informa planificatorii despre nevoile consumatorilor este insuficient fie planificatorii pot ignora asemenea semnale poate pentru că un astfel de dezechilibru le-ar servi propriilor lor scopuri.